# Supoat Lertpalapong
Supoat Lertpalapong (thailändisch สุพจน์ เลิศพลาพงศ์, * 5. Juli 1990) ist ein thailändischer Fußballspieler.

## Karriere
Supoat Lertpalapong stand 2019 beim Muangkan United FC in Kanchanaburi unter Vertrag. Wo er vorher gespielt hat, ist unbekannt. Der Verein spielte in der dritten Liga, der Thai League 3. Hier trat der Klub in der Upper Region an. 2020 wechselte er nach Samut Sakhon zum Zweitligisten Samut Sakhon FC. Sein Zweitligadebüt für Samut gab er am 23. Februar 2020 im Auswärtsspiel gegen den Kasetsart FC. Hier wurde er in der 58. Minute für Nemanja Ilić eingewechselt. Am Ende der Saison musste er mit Samut Sakhon in die dritte Liga absteigen. Nach dem Abstieg verließ er den Verein und schloss sich dem Zweitligisten Nakhon Pathom United FC an. Für den Verein aus Nakhon Pathom absolvierte er 15 Zweitligaspiele. Im Juli 2022 schloss er sich dem Ligarivalen Udon Thani FC aus Udon Thani an. Am Ende der Saison 2022/23 wurde er mit Udon Tabellenletzter und stieg somit aus der zweiten Liga ab. Nach dem Abstieg verließ er den Verein und schloss sich im August 2023 dem Zweitligisten Customs United FC an.